# Mieczysław Zieleniewski (1923–1943)
Mieczysław Zieleniewski (ur. 1923, zm. 1943) – polski kapral podchorąży, pseudonim „Jacek”.

## Życiorys
Uczył się w I Państwowym Gimnazjum i Liceum im. Stefana Batorego w Warszawie. 
W latach 1942–1943 służył jako kurier V Oddziału Komendy Głównej Armii Krajowej na kierunku wschodnim. Początkowo obsługiwał kierunek lwowski, potem jeździł w białostockie. Zginął 4 (wg innych relacji 12) października 1943 roku niedaleko wsi Ugniewo za Ostrowią Mazowiecką przy próbie przejścia granicy. Prowadzony przez Zieleniewskiego cichociemny Alfred Paczkowski zdołał zbiec. 

## Ordery i odznaczenia
- Virtuti Militari (pośmiertnie)[1]